# ジョー・ルダック
ジョー・ルダック（Jos LeDuc、本名：Michel Pigeon、1944年8月31日 - 1999年5月1日）は、カナダのプロレスラー。ケベック州モントリオール出身のフランス系カナダ人（ケベック人）。
ネルシャツとジーンズをコスチュームに、カナダのランバージャックをギミックとしたパワーファイターとして、カナダ各地をはじめアメリカ合衆国の主要テリトリーで活躍した。
より原音に近いリングネームの読みは「ジョー・ルデューク」だが、本項では日本で定着している表記を使用する。

## 来歴
ケベックの警察官を経て、同郷のポール・ルダックの勧めでプロレスラーに転向。1968年のデビュー後はポールの弟のジョー・ルダック（Jos LeDuc / Joe LeDuc）を名乗り、ルダック・ブラザーズとして地元のモントリオールやカルガリーなどカナダの激戦区を転戦する。シングルでもモントリオールIWAのインターナショナル・ヘビー級王座を獲得し、マッドドッグ・バションやキラー・コワルスキーなどのビッグネームとも対戦した。1971年3月には日本プロレスの第13回ワールド・リーグ戦に初来日。翌1972年3月の第14回大会にも、リングネームをカナディアン・ランバージャック（The Canadian Lumberjack）に変えて連続出場している。
1973年より、ポールとのルダック・ブラザーズでアメリカ南部のNWAフロリダ地区（エディ・グラハム主宰のチャンピオンシップ・レスリング・フロム・フロリダ）に参戦。ベビーフェイスの兄弟チームとして活動し、当時まだヒールだったダスティ・ローデスとディック・スレーターのコンビからフロリダ・タッグ王座を奪取した。1974年には、同じくギミック上の兄弟であるマッドドッグ&スタン・バションのバション・ブラザーズとの「兄弟タッグ抗争」も展開された。
ルダック・ブラザーズ解散後はバーン・ガニア主宰のAWAに登場。ラリー・ヘニングと組んで1975年にバリアント・ブラザーズと抗争し、1976年にはブラックジャック・ランザ&ボビー・ダンカンのAWA世界タッグ王座に再三挑戦、ニック・ボックウィンクルのAWA世界ヘビー級王座にも挑んだ。1978年はテネシー州メンフィスのCWAでジェリー・ローラーやモンゴリアン・ストンパーと抗争。この時期よりヒールでの活動が増え、古巣のフロリダでも当初はベビーフェイス陣営でオックス・ベーカーやパク・ソンと抗争していたが、1979年にヒールターンを行い、同地区のヒーローとなっていたローデスと遺恨試合を展開した。フロリダでは1977年から1979年にかけて、タンパやマイアミビーチにてハーリー・レイスのNWA世界ヘビー級王座に度々挑戦している。
1979年9月、国際プロレスへの参戦で7年半ぶりの来日が実現。10月3日に黒石にてラッシャー木村のIWA世界ヘビー級王座に挑戦し、当時木村と抗争していた上田馬之助とも共闘した。この来日時には、10月5日に国際プロレスに特別参戦（上田と組んでマイティ井上&アニマル浜口のIWA世界タッグ王座に挑戦）した大木金太郎の代役として、同日に行われた横浜での全日本プロレスのシリーズ開幕戦に出場してグレート小鹿と対戦している。翌1980年4月の再来日では、4月30日に弘前にて木村のIWA世界ヘビー級王座に再挑戦。5月15日には大宮で大木のインターナショナル・ヘビー級王座にも挑戦したが、同時参加していたマイク・ジョージの活躍に食われ、目立った戦績を残すことはできなかった。
1981年はニュージーランドに遠征して、マーク・ルーインと英連邦ヘビー級王座を巡る抗争を展開。アメリカに戻るとアラバマ地区でキラー・カール・コックス、ボブ・アームストロング、ロン・フラー、テリー・ゴディ、ジャック・ルージョー・ジュニアらとサウスイースタン・ヘビー級王座を争った。1982年からはジム・クロケット・ジュニアの運営するノースカロライナのNWAミッドアトランティック地区に進出、9月19日にジミー・バリアントを破ってTV王座を獲得している。不正があったとしてタイトルを一時剥奪されるも、翌1983年4月30日、スレーターを十八番のランバージャック・デスマッチで葬り、王座に返り咲いた。
以降もフロリダ、アラバマ、テネシー、ジョージア（ジム・バーネット主宰のジョージア・チャンピオンシップ・レスリング）など南部エリアを転戦。古巣のフロリダでは1983年7月23日にスコット・マギー、9月18日にバリー・ウインダムを破り、1978年以来となるフロリダ・ヘビー級王座への戴冠を果たす。テネシーでは当初はベビーフェイスとして、ローラーと組んで1984年3月12日にイライジャ・アキーム&カリーム・モハメッドからAWA南部タッグ王座を奪取したが、1週間後にローラーを裏切ってタイトルは空位となり、以降はジミー・ハートをマネージャーに迎えてローラーとの抗争を再開した。同年4月には全日本プロレスに来日。帰米後の5月にはテキサスのサンアントニオ地区にて、全日本に同時参戦していたブルーザー・ブロディとの連戦が行われた。
地元のモントリオール（ジノ・ブリットらが主宰していたインターナショナル・レスリング）ではベビーフェイスに戻り、1984年下期から1985年上期にかけて、アブドーラ・ザ・ブッチャー、セーラー・ホワイト、マスクド・スーパースター、キング・トンガ、レオ・バークらと抗争。ディノ・ブラボーやリック・マーテルのパートナーとなってロード・ウォリアーズとも対戦した。1985年下期からは再びヒールとなり、インターナショナル・レスリングとWWFの合同興行ではトニー・アトラスやS・D・ジョーンズと対戦。11月15日にはティト・サンタナが保持していたインターコンチンネンタル・ヘビー級王座に挑戦している。1986年はダラスのWCCWに参戦してリック・ルードやディンゴ・ウォリアーと共闘した。
WWFには1988年4月から7月にかけても、フレンチ・マーチンをマネージャーに迎えて短期間参戦しており、ハルク・ホーガンの主演映画 "No Holds Barred" にもザ・ヘッドバンガー（The Headbanger）の役名で出演。WWFではブッチャー・ルダック（Butcher LeDuc）とも名乗り、ラニー・ポッフォ、スコット・ケーシー、サム・ヒューストンなどから勝利を収めている。
1989年12月、FMWへの参戦で5年半ぶりの来日が実現。栗栖正伸と組んで大仁田厚やターザン後藤と対戦し、12月10日の後楽園ホール大会では、ディック・マードックとの外国人同士のチェーン・デスマッチが行われた。1990年代もインディー団体へのスポット出場を続け、1992年はジム・コルネットが主宰するスモーキー・マウンテン・レスリングに登場した。1995年には、ジャッキー・ファーゴ、フィル・ヒッカーソン、エディ・ギルバートらと共に "Memphis Wrestling Hall of Fame" に迎えられている。
1999年5月1日、肺感染症のため54歳で死去。生涯最後の試合は1995年6月10日、テネシー州メンフィスのUSWA（かつて主戦場としていたCWAの後継団体）で行われたイベント "Memphis Memories II" における、ヒッカーソンと組んでの旧敵ローラー&バリアント戦だった。

## 得意技
- カナディアン・バックブリーカー
- ペンデュラム・バックブリーカー
- ベアハッグ
- レッグ・ドロップ

## 獲得タイトル
スタンピード・レスリング
- NWAインターナショナル・タッグ王座（カルガリー版）：1回（w / ポール・ルダック）[33]

IWAモントリオール / グランプリ・レスリング
- IWAインターナショナル・ヘビー級王座：1回[3]
- IWAタッグ王座：1回（w / Tony Baillargeon）[34]
- GPWタッグ王座：2回（w / ポール・ルダック）[35]

チャンピオンシップ・レスリング・フロム・フロリダ
- NWA南部ヘビー級王座（フロリダ版）：2回[36]
- NWAフロリダ・ヘビー級王座：3回[21]
- NWAフロリダ・タッグ王座：1回（w / ポール・ルダック）[7]
- NWA USタッグ王座（フロリダ版）：3回（w / ソー・ザ・バイキング、パク・ソン、ドン・ムラコ）[37]

コンチネンタル・レスリング・アソシエーション
- NWA南部タッグ王座（ミッドアメリカ版） / AWA南部タッグ王座：3回（w / ジャン・ルイ×2、ジェリー・ローラー）[22]
- AWA南部ヘビー級王座：2回[38]

サウスイースタン・チャンピオンシップ・レスリング
- NWAアラバマ・ヘビー級王座：1回[39]
- NWAサウスイースタン・ヘビー級王座：6回[19]
- NWAサウスイースタン・タッグ王座：5回（w / ボブ・アームストロング×2、ロバート・フラー×3）[40]

ミッドアトランティック・チャンピオンシップ・レスリング
- NWA TV王座（ミッドアトランティック版）：2回[20]

オールスター・プロレスリング
- NWA英連邦ヘビー級王座：2回[18]

ワールド・レスリング・カウンシル
- WWC北米ヘビー級王座：1回[41]